# Xenillus sanctipauli
Xenillus sanctipauli är en kvalsterart som beskrevs av Pérez-Íñigo och Baggio 1980. Xenillus sanctipauli ingår i släktet Xenillus och familjen Xenillidae. Inga underarter finns listade i Catalogue of Life.